# Pseudothyrsocera sinensis
Pseudothyrsocera sinensis är en kackerlacksart som först beskrevs av Walker, F. 1869.  Pseudothyrsocera sinensis ingår i släktet Pseudothyrsocera och familjen småkackerlackor. Inga underarter finns listade i Catalogue of Life.